# Юниор (хоккейный клуб, Курган)
«Юниор» Курган — хоккейный клуб из Кургана, Россия. Выступает в Первенстве Высшей хоккейной лиги (ВХЛ-Б). Появившись в МХЛ-Б в 2012 году, «Юниор» сумел добраться до финала и стать обладателем Кубка Регионов. С момента своего появления, и на протяжении пяти сезонов клуб играл в молодежных лигах страны (МХЛ, НМХЛ).
С сезона 2017/2018 — выступает в Первенстве ВХЛ.

## История
Команда образована на основе фарм-клуба ХК «Зауралье», «Зауралье-2». В 2011 году выступала в Российской хоккейной лиге. В 2012 году ХК «Зауралье-2» переименован в МХК «Зауралье».
27 апреля 2012 года МХК «Зауралье» был принят в состав участников Первенства МХЛ.

### Молодёжная хоккейная лига

#### Сезон 2012/13. Первая проба пера и первое чемпионство.
Перед стартом первого для себя сезона Молодёжной хоккейной лиги команда пополнилась новыми игроками, такими как Юрий Батурин, Артур Кайпаев, Валерий Садиков, Иван Кочанов, Андрей Щербов, Руслан Шаяхметов, Алексей Пешков, Глеб Кабаков, Павел Поздняков, Антон Семёнов, Павел Осипов, Владимир Ярков, Сергей Хромов, Максим Буньков, Роман Аляпкин, Владислав Павлов, Павел Никитин, Ян Шедловский, Антон Кирьянов, Илья Кармазин, Игнат Сергеев, Данил Бочаров. Из своих воспитанников команда пополнилась такими игроками как: Станислав Демидов, Данила Дубков, Илья Илюшкин и Егор Зеленяк. Возглавил команду Игорь Велькер («Русские Витязи» Чехов).
В сезоне 2012/13 «Юниор» выиграл Кубок Регионов и получил право в сезоне 2013/14 выступить в Чемпионате МХЛ, а главный тренер команды Игорь Велькер перешел на работу в основную команду региона — ХК «Зауралье».

#### Сезон 2013/14. Повышение в классе и первые проблемы.
Тренировать команду в новом сезоне пригласили челябинских специалистов Валерия Никулина и Павла Лазарева. При их правлении основной костяк команды составляли хоккеисты из Челябинска.
19 ноября челябинский штаб сменил Владислав Отмахов, а 3 февраля вместо него был приглашен Сергей Старыгин из школы усть-каменогорского «Торпедо».
Итог дебютного сезона в чемпионате МХЛ — 31 набранное очко в 56 матчах и последнее 39 место в лиге.

#### Сезон 2014/15. Второй сезон в МХЛ: стабильные, но безрадостные итоги.
Перед новым сезоном тренировать команду пригласили Льва Бердичевского из мытищинских «Атлантов».
Итог второго сезона — 37 место в лиге (из 39 команд) и 45 набранных очков в 52 играх.

#### Сезон 2015/16. Возвращение в МХЛ-Б и только четвертьфинал.
В следующий сезон команда вошла с тем же главным тренером, но в МХЛ-Б, в которую вернулась спустя два сезона. Помогать Льву Бердичевскому вместо Александра Агеева был приглашён Михаил Звягин из Серова.
Регулярный чемпионат «юниоры» закончили на третьем месте в восточной конференции, что позволило им выйти в плей-офф, где в 1/8 финала была повержена самарская «Комета» (3-0), но в 1/4 финала сезон для курганцев закончился поражением от «Челнов» (1-3).

#### Сезон 2016/17. Молодой тренер и один шаг до бронзы.
Летом 2016 года команду покинул Лев Бердичевский, а его помощник Михаил Звягин стал главным тренером «Зауралья». Тренировать «Юниор» приглашен 27-летний специалист из Серова — Кирилл Брагин, до этого тренировавший юношей в родном «Металлурге».
В регулярном чемпионате «юниоры» пропустили вперед только учалинский «Горняк». Соперник по четвертьфиналу глазовский «Прогресс» был обыгран со счётом 3-2 в серии, в полуфинале зауральцы уступили будущему обладателю Кубка Регионов «Горняку» 0-3. В серии матчей за третье место «Юниор» проиграл ярославскому «Локо-Юниору».

### Первенство Высшей хоккейной лиги

#### Сезон 2017/18. Первые шаги во взрослом хоккее.
Летом 2017 года руководством клуба было принято решение уйти из НМХЛ и заявить команду в ВХЛ-Б.
В межсезонье наставником команды остался Кирилл Брагин, селекция была направлена на подписание хоккеистов из НМХЛ, которые проявили себя наиболее ярко в своих коллективах, из-за чего пресс-служба ВХЛ-Б называла в своих материалах «Юниор» «сборной НМХЛ».
По ходу сезона «Юниор» стал полноценным фарм-клубом для «Зауралья», по ходу сезона за «юниоров» играли хоккеисты главной команды: Ильяс Гафиуллин, Евгений Шакуров, Евгений Сулимов, Максим Первухин, Тимофей Меньщиков, Александр Петров, Матвей Тымченко и Андрей Безносов.
19 декабря было расторгнуто соглашение с тренером Иваном Тишковым, Кирилл Брагин занял место помощника, а главным тренером был назначен освободившийся Владислав Хромых, начинавший сезон у руля тюменского «Рубина» в ВХЛ.
Итог первого «взрослого» сезона — шестое место в регулярном сезоне и попадание в 1/4 финала плей-офф на ХК «Тамбов» (0-3 в серии).

#### Сезон 2018/19. На равных с мастерами и полуфинальный успех.
В межсезонье тренерский штаб «юниоров» полностью изменился — Кирилл Брагин уехал в Тюмень — в тренерский штаб Михаила Звягина, а Владислав Хромых перешел на должность ассистента в главную команду региона — «Зауралье». Руководить фарм-клубом был назначен знакомый Хромых — 34-летний Денис Баев, для которого этот сезон стал первым в роли главного тренера профессиональной команды. Его ассистентом стал только завершивший карьеру защитник и капитан курганского «Зауралья» Алексей Чечин.
В течение сезона за «Юниор» выступали и хоккеисты на двусторонних контрактах (из «Зауралья»): Данил Кудашев, Иван Старостин, Денис Луканин, Савва Гаврилов, Александр Складниченко, Владимир Джиг, Денис Сандер, Тимофей Меньщиков, Никита Каптелин, Евгений Крутиков и Даниил Сероух.
За исключением неудачного отрезка (ноябрь — начало декабря), когда команда одержала всего одну победу в восьми играх, сезон «юниоры» прошли ровно. В конце регулярки курганцы временно остались без главного тренера (Денис Баев уехал в тренерский штаб студенческой сборной России на Универсиаду-2019 в Красноярске, с которой выиграл золотые медали). Но это не помешало им попасть в плей-офф с пятого места. Саратовский «Кристалл» был обыгран 3-1. В полуфинальной серии «Ростов», победил 4:1.

## Главные тренеры
| Тренер                       | Страна      | Дата рождения            | Период работы           | Бывший клуб                                  |
| ---------------------------- | ----------- | ------------------------ | ----------------------- | -------------------------------------------- |
| Велькер Игорь Геннадьевич    | Флаг России | 18 марта 1964 (61 год)   | 20.09.2012 — 23.04.2013 | «Русские Витязи» (Чехов)                     |
| Никулин Валерий Викторович   | Флаг России | 16 марта 1969 (56 лет)   | 01.07.2013 — 19.11.2013 | «ХШ им. С. Макарова» (Челябинск) — 1996 г.р. |
| Отмахов Владислав Валерьевич | Флаг России | 29 мая 1974 (51 год)     | 19.11.2013 — 03.02.2014 | «Буревестник» (Екатеринбург)                 |
| Старыгин Сергей Васильевич   | Флаг России | 29 марта 1961 (64 года)  | 10.02.2014 — 03.08.2014 | «Торпедо» (Усть-Каменогорск)                 |
| Бердичевский Лев Сергеевич   | Флаг России | 5 ноября 1965 (59 лет)   | 03.08.2014 — 29.04.2016 | «Атланты» (Мытищи)                           |
| Брагин Кирилл Александрович  | Флаг России | 7 июня 1989 (36 лет)     | 18.07.2016 — 19.12.2017 | «Металлург» (Серов) — 2002 г.р.              |
| Хромых Владислав Анатольевич | Флаг России | 26 июня 1970 (55 лет)    | 19.12.2017 — 11.04.2018 | «Рубин» (Тюмень)                             |
| Баев Денис Юрьевич           | Флаг России | 25 ноября 1983 (41 год)  | 11.04.2018 — 03.04.2019 | «Рубин» (Тюмень)                             |
| Чечин Алексей Вячеславович   | Флаг России | 9 мая 1981 (44 года)     | 21.05.2019 — 01.11.2019 | «Юниор» (Курган)                             |
| Денисов Алексей Вячеславович | Флаг России | 29 февраля 1980 (45 лет) | 15.11.2019 — н.в.       | «Заряд» (Челябинск) — 2005 г.р.              |

## Крупнейшие победы и поражения

### Самые крупные победы

#### Впервенстве ВХЛ
- «Кристалл» (Саратов) — «Юниор» — 0:5 (16 сентября 2018 года, Саратов, ЛДС «Кристалл»);
- «Южный Урал-Металлург» (Орск) — «Юниор» — 0:5 (27 октября 2018 года, Орск, ДС «Юбилейный»);
- «Южный Урал-Металлург» (Орск) — «Юниор» — 0:5 (28 октября 2018 года, Орск, ДС «Юбилейный»).

#### Вчемпионате МХЛ
- «Молот» (Пермь) — «Юниор» — 4:8 (15 ноября 2013 года, Пермь, УДС «Молот» имени Лебедева);
- «Юниор» — «Кузнецкие Медведи» (Новокузнецк) — 5:1 (3 октября 2014 года, Курган, ЛДС «Мостовик» имени Парышева).

#### Впервенстве МХЛ
- «Металлург» (Серов) — «Юниор» — 1:11 (7 октября 2012 года, Серов, ЛДС «Металлург»);
- «Юниор» — «Металлург» (Серов) — 11:0 (11 февраля 2013 года, Курган, ЛДС «Мостовик» имени Парышева);
- «Юниор» — «Юниор-Спутник» (Нижний Тагил) — 10:0 (16 февраля 2013 года, Нижний Тагил, Ледовый дворец спорта имени Сотникова).

### Самые крупные поражения

#### Вчемпионате МХЛ
- «Омские Ястребы» (Омск) — «Юниор» — 10:0 (15 ноября 2013 года, Омск, МСК «Арена Омск»);
- «Омские Ястребы» (Омск) — «Юниор» — 11:2 (16 ноября 2013 года, Омск, МСК «Арена Омск»);
- «Барс» (Казань) — «Юниор» — 9:0 (29 ноября 2013 года, Казань, ДС «Казань»).

#### Впервенстве МХЛ
- «Мечел» (Челябинск) — «Юниор» — 7:0 (22 сентября 2012 года, Челябинск, ЛДС «Мечел»);
- «Юниор» — «Горняк» (Учалы) — 0:8 (11 февраля 2017 года, Курган, ЛДС «Мостовик» имени Парышева).

## Статистика
И — количество проведенных игр, В — выигрыши в основное время, ВО — выигрыши в овертайме, ВБ — выигрыши в послематчевых буллитах, ПО — проигрыши в овертайме, ПБ — проигрыши в послематчевых буллитах, П — проигрыши в основное время, О — количество набранных очков, Ш — соотношение забитых и пропущенных голов, РС — место по результатам регулярного сезона
| Сезон   | Лига  | И  | В  | ВО | ВБ | ПБ | ПО | П  | О   | Ш       | РС | Плей-офф | Лучший бомбардир                |
| ------- | ----- | -- | -- | -- | -- | -- | -- | -- | --- | ------- | -- | --- | ------------------------------- |
| 2012/13 | МХЛ—Б | 42 | 31 | 1  | 3  | 0  | 0  | 7  | 101 | 199-93  | 1  | Выиграли Кубок Регионов: 3-0 «Юниорс» (Рига), 3-0 ХК «Зеленоград», 3-1 «Олимпия» (Кирово-Чепецк), 3-1 «Батыр» (Нефтекамск) | Сергей Шуньков (102 очка)       |
| 2013/14 | МХЛ—А | 56 | 8  | 0  | 2  | 2  | 1  | 43 | 31  | 132-268 | 39 | — | Павел Осипов (46 очков)         |
| 2014/15 | МХЛ—А | 52 | 8  | 1  | 7  | 1  | 4  | 31 | 45  | 103-178 | 37 | — | Кирилл Власов (26 очков)        |
| 2015/16 | МХЛ—Б | 40 | 19 | 3  | 3  | 3  | 2  | 10 | 74  | 113-99  | 3  | Уступили в 1/4 финала: 3-0 «Комета» (Самара), 1-3 «Челны» (Набережные Челны)                                               | Алексей Нечкин (47 очков)       |
| 2016/17 | НМХЛ  | 48 | 25 | 0  | 3  | 0  | 1  | 19 | 82  | 157-137 | 2  | Уступили в матчах за 3-е место: 3-2 «Прогресс» (Глазов), 0-3 «Горняк» (Учалы), 0-2 «Локо-Юниор» (Ярославль)                | Александр Юшков (51 очко)       |
| 2017/18 | ВХЛ—Б | 46 | 11 | 2  | 3  | 6  | 0  | 24 | 49  | 114-141 | 6  | Уступили в 1/4 финала: 0-3 ХК Тамбов                                                                                       | Александр Юшков (33 очка)       |
| 2018/19 | ВХЛ—Б | 48 | 17 | 2  | 3  | 3  | 3  | 20 | 50  | 124-130 | 5  | Уступили в 1/2 финала: 3-1 «Кристалл» (Саратов), 1-4 «Ростов» (Ростов-на-Дону)                                             | Алексей Богданов (35 очков)     |
| 2019/20 | ВХЛ—Б | 36 | 12 | 5  | 2  | 3  | 3  | 11 | 44  | 114-116 | 4  | Вышли в 1/2 финала: 4-3 ХК Оренбург (розыгрыш ВХЛ-Б был завершен досрочно из-за коронавирусной инфекции)                   | Байрас Абдуллин (32 очка)       |
| 2020/21 | ВХЛ—Б | 40 | 6  | 3  | 0  | 2  | 0  | 29 | 20  | 84-146  | 6  | Уступили в 1/4 финала: 1-4 «Кристалл» (Саратов)                                                                            | Александр Авксентьев (20 очков) |

## Рекордсмены клуба
В таблицах включены игры регулярного сезона и плей-офф
| # | Игрок               | Очки | В сезоне  |
| - | ------------------- | ---- | --------- |
| 1 | Сергей Шуньков      | 140  | 2012—2014 |
| 2 | Александр Юшков     | 134  | 2014—2018 |
| 3 | Павел Осипов        | 105  | 2012—2014 |
| 4 | Андрей Безносов     | 83   | 2014—2018 |
| 5 | Константин Черников | 83   | 2016—2019 |

| # | Игрок            | Матчи | Период выступления |
| - | ---------------- | ----- | ------------------ |
| 1 | Александр Шастов | 267   | 2013—2019, 2020    |
| 2 | Иван Кочанов     | 210   | 2012—2016          |
| 3 | Сергей Хромов    | 200   | 2012—2016          |
| 4 | Александр Юшков  | 198   | 2014—2018          |
| 5 | Сергей Шевнин    | 178   | 2014—2018          |

Участники Кубка Поколения
2013 — Артур Кайпаев, Иван Кочанов, Андрей Щербов, Сергей Шуньков
2016 — Алексей Нечкин, Иван Кочанов
2017 — Артур Малков, Александр Шастов, Константин Черников, Андрей Безносов, Александр Юшков

## Достижения
Кубок Регионов
- Обладатель (1): 2012/2013

Турнир памяти Дениса Ляпина
- Победитель (2): 2018, 2019

## Участники Кубка Вызова
2014 — Павел Осипов
2015 — Кирилл Власов

## Участники Кубка Поколения
2013 — Артур Кайпаев, Иван Кочанов, Андрей Щербов, Сергей Шуньков
2016 — Алексей Нечкин, Иван Кочанов